# Napoléon Daru
Napoléon Daru (Parigi, 1º giugno 1807 – Parigi, 20 febbraio 1890) è stato un politico, militare e nobile francese.

## Biografia
Figlio del conte Pierre Daru, intendente generale di Napoleone, e di sua moglie Alexandrine Thérèse Nardot, studiò al Liceo Louis-le-Grand, all'École polytechnique e alla Scuola militare di applicazione di Metz. Come sottotenente di artiglieria partecipò alla conquista dell'Algeria nel 1830. Sposato con la baronessa Charlotte Le Brun de Plaisance (1820-1895), ebbe tre figlie e un figlio, Pierre Auguste (1843-1872), che gli premorì senza lasciare eredi.
Dopo la morte del padre, divenne pari di Francia nel 1833, ufficiale della legion d'onore nel 1840 e deputato dell'Assemblea nazionale nel 1848 e nel 1849. Fu membro dell'Accademia delle scienze morali e politiche nel 1860, deputato del dipartimento della Manche nel 1869 e ministro degli Esteri nel 1870. In questa veste, fu favorevole alla guerra contro la Prussia.
Monarchico, fu eletto all'Assemblea nazionale nel febbraio 1871 e dopo l'esperienza della Comune, fu presidente della commissione d'inchiesta sull'insurrezione. Fu senatore dal 1876 al 1879.

## Opere
- Des chemins de fer et de l'application de la loi du 11 juin 1842, (1843)
- Le comte Beugnot, (1865)

## Stemma
| Immagine | Blasonatura |
| \| \|    | Napoléon Daru Conte e pari di Francia Inquartato: al 1° al quarto dei conti consiglieri di stato; al 2°, d'azzurro al monte di sei pezzi d'argento al capo di rosso caricato di tre stelle d'oro; al 3° d'argento all'albero al naturale, terrazzato e radicato del medesimo; al 4°, d'azzurro al cherone d'oro accompagnato in capo da due stelle d'argento in punta e da una ancora del medesimo. Ornamenti esteriori da conte pari di Francia, ufficiale dell'Ordine della Legion d'onore. |
|          | |